# EMI Records
EMI Records — британський лейбл звукозапису, заснований 1972 року. Компанією з 2012 року володіє  Universal Music Group.
Лейбл звукозапису EMI Records було засновано 1972 року. Його власником була музична компанія EMI, створена за 40 років до цього, яка вже мала у складі декілька лейблів, зокрема, HMV (His Master's Voice), Columbia, Parlophone та Harvest. Проте EMI не мали прав на використання торгівельної марки «Columbia» у США — вони належали американській телемережі CBS, тому і було вирішено створити лейбл EMI Records, який видавав би записи попвиконавців.
Першими виконавцями EMI Records були гурти Pilot, Steve Harley & Cockney Rebel та Queen, а першим гучним хітом — пісня T.Rex «Metal Guru». Кліф Річард та гурт The Shadows, чиї записи до цього видавала Columbia, також перейшли на EMI Records. Альбоми та сингли європейських виконавців, таких як The Hollies або Blue Swede, виходили й в США; зокрема, пісня «Hooked on a Feeling» Blue Swede очолила американський чарт 1974 року.
У 1980-ті роки на лейблі виходили альбоми Кейт Буш, Sex Pistols, Олівії Ньютон-Джон, Iron Maiden, Шини Істон, Duran Duran та The Rolling Stones, а в 1990-ті роки — Eternal, Chumbawamba, Roxette, Джері Галлівелл, Pink Floyd, EMF, Річарда Маркса та багатьох інших. Саме EMI Records у 1980-ті роки почали видавали збірки з серії Now That's What I Call Music! (або просто NOW). Після реструктуризації, що відбулася в 1990-ті роки, до складу EMI Records увійшов лейбл Heavenly Recordings.
Після 2000-х років EMI Records продовжували концентруватися на виданні попмузики. Серед зіркових виконавців, чиї альбоми виходили на лейблі — Елтон Джон, Пол Маккартні, Florence and the Machine, Queen, Metallica, Bastille, Chvrches, Джастін Бібер, Льюїс Капалді, The Killers, Кеті Перрі, Лайонел Річі, Тейлор Свіфт та багато інших.